# 小行星1041
小行星1041（1041 Asta）是一颗围绕太阳公转的小行星。1925年3月22日，卡爾·威廉·萊茵姆特在海德堡发现了此天体。
該小行星以丹麥女演員阿斯泰·妮爾森命名。
这颗小行星的绝对星等为10.32等。